# DR (nadawca publiczny)
DR (dawniej Danmarks Radio) – duński publiczny nadawca radiowo-telewizyjny z siedzibą w Kopenhadze. Istnieje od 1925 roku, obecna nazwa stosowana jest od 1996. Członek Europejskiej Unii Nadawców, trzykrotny organizator Konkursu Piosenki Eurowizji (1964, 2001, 2014).

## Kanały telewizyjne
- DR1 – informacje, sport, filmy
- DR2 – rozrywka, dokument, programy satyryczne i publicystyczne
- DR Ramasjang – kanał dla dzieci w wieku 3–6 lat

### Kanały internetowe
- DR Ultra – kanał dla dzieci w wieku 7–12 lat
- DR Minisjang
- DR Bonanza
- TVA Live

### Kanały zlikwidowane
- DR Update
- DR HD
- DR3 – kanał dla młodzieży
- DR K – kanał kulturalno-dokumentalny
- DR Ultra – kanał dla dzieci w wieku 7–12 lat

## Stacje radiowe

### Nadawane analogowo i cyfrowo
- DR P1 – informacje i publicystyka
- DR P2 – kultura, muzyka poważna
- DR P3 – muzyka rozrywkowa, sport
- DR P4 – muzyka, wiadomości z regionów - kanał rozszczepiany na 11 wersji regionalnych

### Nadawane tylko cyfrowo
- DR P5 – kanał dla najstarszych odbiorców
- DR P6 Beat – muzyka alternatywna
- DR P8 Jazz – muzyka jazzowa
- DR Ultra – kanał dla dzieci w wieku 7–12 lat

### Wycofane kanały DAB
- DR P7 Mix – muzyka popowa i soft rock
- DR Erhverv
- DR P4 Danmark
- DR Kultur
- DR Gyldne Genhør
- DR Soft
- DR Sport
- DR X
- DR Barracuda
- DR P2 Plus
- DR Coco
- DR MGP
- DR Electronica
- DR Pop Dk
- DR Country
- DR Politik
- DR Oline
- DR P5000
- DR Unga Bunga
- DR Hit
- DR Rock
- DR Jazz
- DR Boogieradio
- DR Dansktop
- DR Klassisk
- DR Ramasjang – kanał dla dzieci w wieku 3–6 lat
- DR Mama
- DR Nyheder

## Historia loga

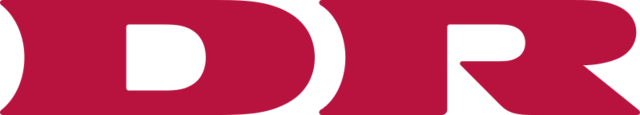
Logo używane od 30 sierpnia 1996 do 31 maja 2005
Logo używane od 1 lipca 2005 do 31 sierpnia 2009
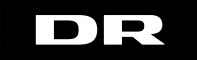
Logo używane od 1 lutego 2013

## Orkiestry i ansamble DR
- Duńska Narodowa Orkiestra Symfoniczna
- DR Big Band
- Duński Narodowy Zespół Wokalny
- Duński Narodowy Chór Koncertowy
- Duński Narodowy Chór Dziewczęcy
- Duńska Narodowa Szkoła Chóralna

### Rozwiązane orkiestry DR
- Duńska Narodowa Orkiestra Kameralna

## DR Byen

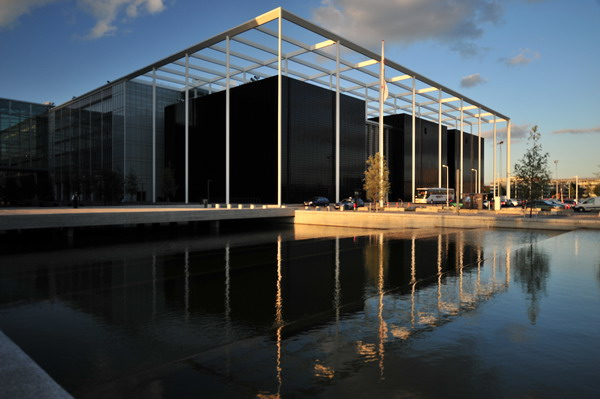
Segment 1 w DR Byen.

DR Byen (dosłownie Miasto DR) – siedziba DR w Kopenhadze.
DR Byen składa się z czterech segmentów:
- Segment 1: Mieści wszystkie obiekty związane z produkcjami telewizyjnymi DR.
- Segment 2: działy wiadomości, sportu i pogody DR.
- Segment 3: P4 Kopenhaga i administracja.
- Segment 4: DR Koncerthuset

W pobliżu znajduje się stacja DR Byen na linii M1 kopenhaskiego metra.

## Nagroda Rosenkjæra
Od 1963 roku DR przyznaje Nagrodę Rosenkjæra osobie, która wykazała się umiejętnością udostępnienia trudnego tematu szerszej publiczności w zrozumiałej i żywej formie. Laureat zobowiązuje się do przeprowadzenia szeregu wykładów radiowych.  
Nagroda nosi imię Jensa Rosenkjæra (1883–1976), szefa radiofonii państwowej w latach 1937–53. Nagroda wynosi obecnie 50 000 DKK.

## Rada dyrektorów
Rada dyrektorów DR składa się z 11 członków powoływanych na czteroletnią kadencję. Trzech członków, w tym przewodniczącego, powołuje minister kultury, sześciu parlament, a pracownicy DR wybierają dwóch członków. Zarząd ponosi ogólną odpowiedzialność za programy DR oraz za zatrudnianie dyrektora naczelnego DR, dyrektora generalnego i pozostałych stanowisk kierowniczych. 

## Relokacja DR i kryzys finansowy

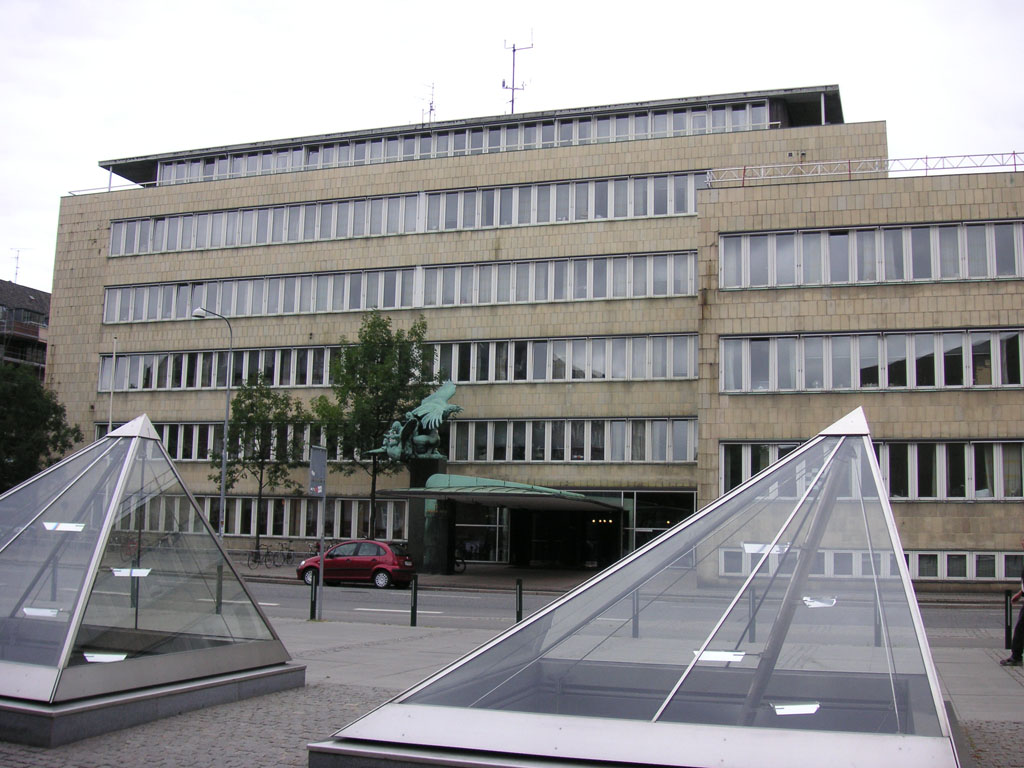
Dawna siedziba DR, Radiohuset na Rosenørns Allé

W latach 2006–2007 DR przeniósł całą swoją działalność z Radiohuset we Frederiksberg i TV-Byen w Søborgu do nowego kompleksu DR Byen w dzielnicy Ørestad w Kopenhadze.
Projekt stał się droższy niż planowano, zmuszając DR do drastycznych cięć budżetowych. W kwietniu 2007 roku ogłoszono, że 300 pracowników zostanie zwolnionych, co oznacza, że większość wydziału sportowego zostanie zlikwidowana, podobnie jak większość wydziału edukacyjnego i stacja radiowa DR X. DR zrezygnowała również ze swoich praw do emisji Igrzysk Olimpijskich, i próbowała sprzedać prawa do wielu innych wydarzeń sportowych, w tym piłki nożnej.
Jako główny odbiorca funduszy licencyjnych DR działa na podstawie umowy o świadczenie usług publicznych z rządem, której nie była w stanie zrealizować w wyniku kryzysu budżetowego związanego ze zmianą siedziby.